# Carsac-de-Gurson

Carsac-de-Gurson este o comună în departamentul Dordogne din sud-vestul Franței. În 2009 avea o populație de 194 de locuitori.

## Evoluția populației
| An        | 1975 | 1982 | 1990 | 1999 | 2006 | 2009 |
| --------- | ---- | ---- | ---- | ---- | ---- | ---- |
| Populație | 218  | 209  | 175  | 189  | 193  | 194  |